# Xoài Duncan
Xoài 'Duncan' là tên một giống xoài có nguồn gốc ở khu vực miền nam Florida và sau đó được cấp bằng sáng chế.

## Lịch sử
Cây ban đầu được trồng từ một hạt giống được trồng vào năm 1956 bởi David Sturrock ở West Palm Beach, Florida. Sturrock đã ghi nhận vào năm 1969 rằng đó là con lai của giống xoài Edward và Pico, nhưng phân tích phả hệ năm 2005 chỉ ra rằng Nam Doc Mai là giống cha mẹ có khả năng. Lời giải thích này rất khó khăn vì Nam Doc Mai không được đưa vào Florida cho đến những năm 1970, và rằng Duncan có hạt đơn phôi trong khi Nam Doc Mai là hạt đa phôi. Cây được cho quả đầu tiên vào năm 1960 và giống mới được đặt theo tên của Ralph V. Duncan ở Boynton Beach, Florida, một giám sát viên khu vực kiểm soát lũ đã cung cấp bản đồ cho một cuốn sách được viết bởi Sturrock. "Duncan" sau đó đã được Sturrock cấp bằng sáng chế. Giống này được công nhận về chất lượng ăn uống tuyệt vời và đặc điểm xử lý, cũng như sản xuất của nó, và sau đó trở thành một cây giống trong vườn ươm ở Florida.
Xoài Duncan được trồng trong các bộ sưu tập của USDA tại kho tế bào mầm ở Miami, Florida, Đại học Trung tâm Nghiên cứu và Giáo dục nhiệt đới của Florida ở Homestead, Florida, và  Công viên trái cây và gia vị Miami-Dade, cũng ở Homestead.

## Miêu tả
Quả có hình dạng thuôn dài và chuyển sang màu vàng khi chín, trung bình hơi nặng hơn một pound. Hầu hết các quả trên cây có kích thước và hình dạng đồng đều. Thịt có màu cam và không có chất xơ, có hương vị ngọt và nhẹ, và chứa một hạt đơn phôi. Quả Duncan thường đạt đến độ chín vào tháng Bảy ở Florida.
Giống xoài này là giống cây trồng mạnh mẽ với tán cây rậm rạp. Cả cây và quả của chúng đều có phẩm chất kháng bệnh rất tốt.